# Robin Aisher
Sir Robin Aisher (Maidstone, Inglaterra; 24 de enero de 1934-26 de junio de 2023) fue un regatista inglés que participó en los Juegos Olímpicos.

## Carrera
Fue parte del Royal Thames Yacht Club donde fue vice-comodoro de 1977 a 1980 y le fue otorgada la Orden del Imperio Británico en 1986.

### Juegos Olímpicos
Tuvo su primera aparición en los Juegos Olímpicos de Roma 1960 en la modalidad de 5.5 metros donde terminó en sexto lugar entre 19 navegantes. Su segunda participación fue en Tokio 1964 donde terminó en el lugar 11 entre 15 embarcaciones.
En México 1968 ganó la medalla de bronce junto a Paul Richard Anderson y Adrian Jardine solo debajo de las embarcaciones de Suecia (oro) y Suiza (plata), siendo ésta la última ocasión en la que la embarcación de 5.5 metros formó parte del programa olímpico.

### Copa Mundial
También participó en la modalidad de embarcación de 5.5 metros, donde logró ganar la medalla de plata en la edición de Nassau 1967 y la medalla de bronce en la edición de Copenhague 1966.